# Bulakan (Cinangka)
Bulakan is een bestuurslaag in het regentschap Serang van de provincie Banten, Indonesië. Bulakan telt 3740 inwoners (volkstelling 2010).